# Журавка Іван Тимофійович
Журавка (Жоравка) Іван Тимофійович (? — після 1792) — генеральний осавул в 1759—1764 роках за урядування гетьмана Кирила Розумовського та в 1764—1781 роках в складі Другої Малоросійської колегії під час Глухівського періоду в історії України, бунчуковий товариш, полковник, статський радник (1779).
Почав службу у Війську Запорізькому в 1737 році. Потім, з 1745 року перебував на службі у ранзі бунчукового товариша.

## Урядування в Глухові
Після почергової смерті трьох Генеральних осавулів: Якова Якубовича і Дем'яна Оболонського в 1757 році та Петра Валькевича — в 1758 році був призначений в уряд гетьмана Кирила Розумовського 23 січня 1759 року.
В 1762 році було призначено другим осавулом Івана Михайловича Скоропадського (1727—1782).
І.Журавка був перепризначений 10 листопада 1764 року Генеральним осавулом до складу Другої Малоросійської колегії. Він працював на посаді до 1781 року.
В 1771 році отримав звання полковник «малоросійський» (до 1779 р.). В 1779—1792 роках носив титул «статський радник».

## Володіння та родина
Мав двір житловий і шинок у с. Соснівка Конотопської сотні. На ранг генерального осавула володів в Прилуцькому полку с. Гужівкою.
Після одруження з родичкою Розумовських Євдокією Герасимівною Демешко-Стрешенець (Стрешенцова) кар'єра пішла вгору.
У них народилась в 1749 році лише одна донька Наталія. Її чоловік — надвірний радник (1784) Іван Данилович Покорський успадкував майно та прізвище. Від так, потім всі нащадки писалися Покорські-Журавки.